# Patryk Stosz
Patryk Stosz (Kluczbork, 15 luglio 1994) è un ciclista su strada polacco che corre per il Team Felt Felbermayr.

## Palmarès

### Strada
- 2015 (CCC Sprandi Polkowice, una vittoria)

Ognolpóskie Igrzyska LZS
- 2016 (CCC Sprandi Polkowice, una vittoria)

Campionati polacchi, Prova a cronometro Under-23
- 2019 (CCC Development Team, due vittorie)

Korona Kocich Gór
1ª tappa Tour of Almaty (Almaty > Almaty)
- 2020 (Voster ATS Team, due vittorie)

2ª tappa Tour de Bulgarie (Pazardžik > Plovdiv)
Classifica generale Tour de Bulgarie
- 2021 (Voster ATS Team, sette vittorie)

2ª tappa Belgrado-Banja Luka (Obrenovac > Bijeljina)
2ª tappa Tour of Malopolska (Niepolomice > Nowy Targ)
1ª tappa, 1ª semitappa Wyścig Solidarności i Olimpijczyków (Pabianice > Łódź)
2ª tappa Turul României (Timișoara > Deva)
5ª tappa Turul României (Bucarest > Bucarest)
1ª tappa CCC Tour - Grody Piastowskie (Polkovice > Glogow)
4ª tappa Circuit des Ardennes International (Tournes > Charleville-Mézières)
- 2022 (Voster ATS Team, quattro vittorie)

GP Gorenjska
2ª tappa Tour of Malopolska (Niepolomice > Nowy Targ)
4ª tappa Course Cycliste Solidarnosc et des Champions Olympiques (Kielce > Łódź)
3ª tappa, 1ª semitappa Tour de Bulgarie (Troyan > Gabrovo)
- 2023 (Voster ATS Team, due vittorie)

Poreč Trophy
3ª tappa Tour de Bulgarie (Kazanlak > Burgas)
- 2024 (Voster ATS Team, tre vittorie)

1ª tappa Tour de Maurice (Beau Plan > Beau Plan)
Courts Mammouth Classique de l'île Maurice
1ª tappa, 1ª semitappa Course Cycliste Solidarnosc et des Champions Olympiques (Łódź > Zduńska Wola)
- 2025 (Team Felt Felbermayr, una vittoria)

2ª tappa Tour of Malopolska (Wadowice > Nowy Targ)

#### Altri successi
- 2013 (TC Chrobry Lasocki Głogów)

Classifica scalatori Carpathian Couriers Race
Classifica scalatori Corsa della Pace Under-23
- 2014 (TC Chrobry Lasocki Głogów)

Classifica scalatori Carpathian Couriers Race
- 2016 (CCC Sprandi Polkowice)

Tyskie Kryterium Fiata
- 2018 (CCC Sprandi Polkowice)

Classifica scalatori Tour de Hongrie
Memorial Stanisława Szozdy
- 2019 (CCC Development Team)

Tyskie Kryterium Fiata
Classifica a punti Tour of Almaty
- 2020 (Voster ATS Team)

Classifica scalatori Tour de Pologne
- 2021 (Voster ATS Team)

Classifica a punti Turul României
- 2022 (Voster ATS Team)

Classifica a punti Circuit des Ardennes International
- 2023 (Voster ATS Team)

Classifica scalatori Österreich-Rundfahrt
Classifica combattività Giro di Polonia
Finał Pucharu Polski W Kolarstwie Szosowym "Orlen Puchar Ziemi Wieluńskiej W Kolarstwie Szosowy
Orlen Road Cycling Cup of Wieluń
- 2025 (Team Felt Felbermayr)

Classifica combattività Giro di Polonia

### Ciclocross
- 2013-2014

Campionati polacchi, Under-23

## Piazzamenti

### Classiche monumento
- Giro delle Fiandre

2016: ritirato

### Competizioni mondiali
- Campionati del mondo su strada

Valkenburg 2012 - In linea Junior: 65º
Toscana 2013 - In linea Under-23: 74º
- Campionati del mondo di ciclocross

Koksijde 2012 - Junior: 45º

### Competizioni europee
- Campionati europei

Goes 2012 - In linea Juniores: 42º
Olomouc 2013 - In linea Under-23: 12º
Nyon 2014 - In linea Under-23: 42º
Tartu 2015 - In linea Under-23: 66º
Alkmaar 2019 - In linea Elite: 40º
Plouay 2020 - In linea Elite: 19º